# Marsannay-la-Côte
Marsannay-la-Côte – miejscowość i gmina we Francji, w regionie Burgundia-Franche-Comté, w departamencie Côte-d’Or.
Według danych na rok 1990 gminę zamieszkiwało 5216 osób, a gęstość zaludnienia wynosiła 406 osób/km² (wśród 2044 gmin Burgundii Marsannay-la-Côte plasuje się na 45. miejscu pod względem liczby ludności, natomiast pod względem powierzchni na miejscu 754.).

## Współpraca
Miejscowość partnerska:
- Gembloux, Belgia